# Lijst van afsplitsingen van Eerste Kamerfracties
Een lijst van afsplitsingen van Eerste Kamerfracties. Zie ook de artikelen parlementaire afsplitsing en zetelroof. 

## Lijst
| Afsplitsing                          | Afgesplitst van | Kamerlid               | Begindatum        | Einddatum         |
| ------------------------------------ | --------------- | ---------------------- | ----------------- | ----------------- |
| Fractie-Batenburg                    | AOV             | Martin Batenburg       | 7 april 1998      | 8 juni 1999       |
| Fractie-Duthler                      | VVD             | Anne-Wil Duthler       | 26 april 2019     | 10 juni 2019      |
| Fractie-Frentrop                     | FVD             | Paul Frentrop          | 31 maart 2022     | 12 juni 2023      |
| Fractie-Frentrop                     | FVD             | Theo Hiddema           | 31 maart 2022     | 12 juni 2023      |
| Fractie-Hendriks                     | AOV             | Jan Hendriks           | 12 september 1995 | 15 juni 1998      |
| Fractie-De Lange                     | OSF             | Kees de Lange          | 19 mei 2015       | 9 juni 2015       |
| Fractie-Maris                        | Boerenpartij    | Bertus Maris           | 15 februari 1978  | 15 september 1980 |
| Fractie-Otten                        | FVD             | Henk Otten             | 24 juli 2019      | 12 juni 2023      |
| Fractie-Otten                        | FVD             | Dorien Rookmaker       | 20 augustus 2019  | 10 februari 2020  |
| Fractie-Otten                        | FVD             | Jeroen de Vries        | 20 augustus 2019  | 12 juni 2023      |
| Fractie-Otten                        | FVD             | Robert Baljeu          | 15 december 2020  | 14 februari 2021  |
| Fractie-Van Pareren/Fractie-Nanninga | FVD             | Hugo Berkhout          | 29 november 2020  | 12 juni 2023      |
| Fractie-Van Pareren/Fractie-Nanninga | FVD             | Toine Beukering        | 29 november 2020  | 12 juni 2023      |
| Fractie-Van Pareren/Fractie-Nanninga | FVD             | Otto Hermans           | 29 november 2020  | 12 juni 2023      |
| Fractie-Van Pareren/Fractie-Nanninga | FVD             | Lennart van der Linden | 14 december 2020  | 12 juni 2023      |
| Fractie-Van Pareren/Fractie-Nanninga | FVD             | Annabel Nanninga       | 15 februari 2021  | 12 juni 2023      |
| Fractie-Van Pareren/Fractie-Nanninga | FVD             | Bob van Pareren        | 29 november 2020  | 12 juni 2023      |
| Fractie-Van Pareren/Fractie-Nanninga | FVD             | Nicki Pouw-Verweij     | 29 november 2020  | 30 maart 2021     |
| Fractie-Van Pareren/Fractie-Nanninga | FVD             | Loek van Wely          | 8 december 2020   | 12 juni 2023      |
| Fractie-Yildirim                     | SP              | Düzgün Yildirim        | 25 september 2007 | 7 juni 2011       |